# Moransengo-Tonengo
Moransengo-Tonengo (Moransengh-Tonengh o Morarsengh-Tonengh in piemontese) è un comune italiano sparso di 405 abitanti della provincia di Asti in Piemonte, situato a circa 430 metri d'altitudine sulle colline del Monferrato. È stato istituito il 1º gennaio 2023 dalla fusione di Moransengo e Tonengo.
La sede del comune è a Tonengo.
Dal 15 maggio 2023 il codice di avviamento postale è cambiato da 14023 a 14027.

## Amministrazione

### Sindaci
| Periodo         | Periodo        | Primo cittadino        | Partito                                       | Carica                  | Note  |
| --------------- | -------------- | ---------------------- | --------------------------------------------- | ----------------------- | ----- |
| 1º gennaio 2023 | 14 maggio 2023 | Lara Maria Quattrone   | N.D.                                          | Commissario prefettizio | [ 3 ] |
| 15 maggio 2023  | in carica      | Raffaele Angelo Audino | Lista civica - Insieme per Moransengo-Tonengo | Sindaco                 | [ 5 ] |